# Ласаль, Дениз
Дениз Ласаль (англ. Denise LaSalle, урождённая Ора Дениз Аллен (Ora Denise Allen), 16 июля 1939 — 8 января 2018) — американская певица, автор песен и музыкальный продюсер, которая после смерти Коко Тейлор в 2009 году считалась на родине «королевой блюза».
Родилась в Миссисипи младшей из восьми детей в семье рабочих. В юности была хористкой в церкви, а после переезда в Чикаго в 1960-х годах начала профессиональную музыкальную карьеру. В последующие годы она неоднократно занимала высшие места в музыкальных чартах блюза и R&B. Её самые известные песни «Trapped by a Thing Called Love» и «Down Home Blues». В 2011 году она была введена в Зал славы блюза. В последние годы музыкальной карьеры Ласаль в большей степени тяготела к госпелу.
Певица дважды была замужем. От второго супруга у неё двое детей. Ласаль скончалась в окружении близких в январе 2018 года в возрасте 78 лет от болезни сердца.

## Дискография
- 1967 Love Reputation
- 1971 Craving for You
- 1972 Trapped By A Thing Called Love
- 1972 Doin' it Right
- 1973 On The Loose
- 1975 Here I Am Again
- 1976 Second Breath
- 1977 The Bitch Is Bad!
- 1978 Under The Influence
- 1978 Shot Of Love
- 1979 Unwrapped
- 1980 I’m So Hot
- 1981 Guaranteed
- 1983 A Lady In The Street
- 1984 Right Place Right Time
- 1985 Love Talkin'
- 1985 My Toot Toot
- 1986 Rain And Fire
- 1987 It’s Lying Time Again
- 1989 Hittin´ Where It Hurts
- 1989 Holdin’ Hands With The Blues
- 1990 Still Trapped
- 1992 Love Me Right
- 1994 I’m Here Again … Plus
- 1995 Still Bad
- 1997 Smokin’ In Bed
- 1999 God’s Got My Back
- 2000 This Real Woman
- 2001 I Get What I Want — The Best Of
- 2001 There’s No Separation
- 2002 Still The Queen
- 2003 My Toot Toot: Definitive Anthology
- 2004 Wanted
- 2007 Pay Before You Pump
- 2010 24 Hour Woman